# Pequeñas voces
Pequeñas voces es una película de animación documental colombiana de 2010 de «drama bélico infantil» escrita y dirigida por Jairo Eduardo Carrillo y Óscar Andrade. Está basada en entrevistas y dibujos de una generación de niños desplazados (de entre nueve y doce años de edad) que crecieron en medio de la violencia y el caos en Colombia. Los cuatro protagonistas, a través de sus testimonios, nos revelan cómo perciben su realidad. 
Las historias de ellos cuatro han sido ilustradas y animadas teniendo como base sus dibujos originales, donde compartieron su viaje, sus sueños y esperanzas.
Pequeñas voces es una de las películas colombianas que ha tenido uno de los recorridos más impresionantes por el circuito internacional de festivales. Con presencia en más de 40 de estos certámenes, ha recogido elogios de medios especializados como la revista Variety:
«Luego de Vals con Bashir, el género del documental animado cuenta con otro admirable representante: Pequeñas voces, que narra las historias verdaderas de cuatro niños colombianos desplazados por el conflicto armado que sigue azotando al país.

Contada y editada de manera impactante, la película presenta una narrativa sincera y sencilla que sólo un niño podría lograr. La película se presta para distribuidores de tipo "boutique" que buscan productos prestigiosos».

## Argumento
Pequeñas voces es un documental de animación y la primera película latinoamericana en 3D. Estrenado en Venecia empieza con un dato escalofriante, según los datos de la UNICEF en Colombia hay un millón de niños desplazados a consecuencia de la guerra que se vive en el país. Seguramente muchos estudiosos y especialistas tendrían bastantes cosas que decir acerca de este aterrador hecho, pero el director Jairo Eduardo Carrillo ha tenido la más obvia y fructífera de las ideas: darle la palabra a varios de esos niños, permitiendo que ellos narren en sus propias voces y con sus propios dibujos sus terribles experiencias. El resultado es un documental de animación, una modalidad prácticamente sin antecedentes en el país, que mezcla la poesía de los trazos infantiles como memoria de lo pasado con las palabras directas y sencillas de los narradores, hechos ya conocidos, pero que adquieren una fuerza especial.

## Premios

### Premios Nacionales
```
* Producción de Largometrajes, Fondo para el Desarrollo Cinematográfico -FDC-.
```

- Ganador. Concurso del Taller de Producción Cinematográfica de la MPA

### Pre
- e Cine de Göteborg, Suecia.
- Mención de Honor, XIII Festival de Cine de Derechos Humanos de Buenos Aires, Argentina, 2011.